# Diplomat Communications
Diplomat Communications är en svensk PR-byrå inriktad på public affairs/lobbying, finansiell kommunikation och företagskommunikation. Byrån är partnerägd och grundades 2003 av Björn Nyblom, Anders Oremark och Gunnar Sonesson. 
Diplomat Communications ingår i Diplomatgruppen. I gruppen ingår också varumärkesbyrån YouMe Agency, den digitala byrån Repeat Studio och contentbyrån Tale. Våren 2018 förvärvades reklambyrån Strateg i Örebro. 
Den tidigare partiledaren för Liberalerna, Lars Leijonborg, samt Kristdemokraten Dan Ericsson arbetar på byrån. Att organisationer med särintressen såsom tankesmedjor, PR-byråer och fackförbund påverkar svensk politik har kritiserats i svenska medier.